# جون ماكسويل هاميلتون
جون ماكسويل هاميلتون (بالإنجليزية: John Maxwell Hamilton)‏ هو صحفي أمريكي، ولد في 28 مارس 1947.

## وصلات خارجية
- جون ماكسويل هاميلتون على موقع إن إن دي بي (الإنجليزية)